# Święta Anna Samotrzecia (rzeźby Wita Stwosza)

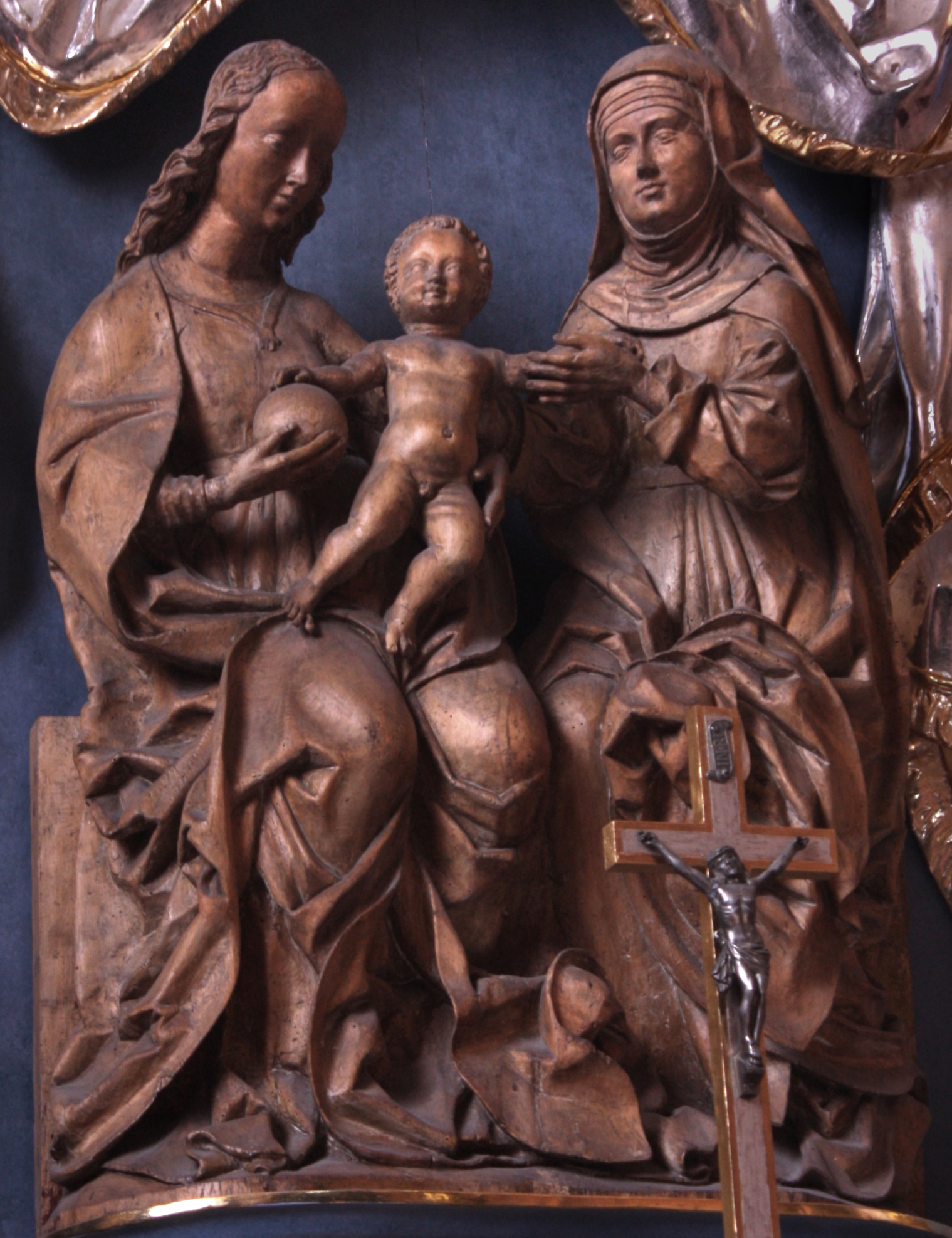
Święta Anna i Maria z Dzieciątkiem Jezus w kościele Bernardynów w Krakowie

Święta Anna Samotrzecia tzw. Tarnowska i Bernardyńska – gotyckie rzeźby związane z twórczością Wita Stwosza. Pod tym pojęciem rozumie się dwie rzeźby związane z krakowską działalnością Wita Stwosza. O ile atrybucja zaginionego dziś dzieła Świętej Anny Samotrzeciej Tarnowskiej Stwoszowi jest przyjęta przez niektórych badaczy, to w przypadku drugiej rzeźby – Świętej Anny Samotrzeciej Bernardyńskiej, znajdującej się dziś w kaplicy św. Anny przy kościele Bernardynów w Krakowie, naukowcy przypisują dzieło naśladowcy bądź uczniowi Stwosza.

## Święta Anna Samotrzecia z Tarnowa
Pierwotne miejsce i funkcja grupy figuralnej nie są znane. Dzieło zostało przeniesione do kościoła w Olszynach, przypuszczalnie z krakowskiej kolegiaty św. Anny, lub do którejś z kaplic kościoła Mariackiego. W II poł. XIX wieku przekazane do Muzeum Diecezjalnego w Tarnowie. W 1940 okupanci hitlerowscy pod pretekstem wystawy dzieł Wita Stwosza zabrali to dzieło i odtąd ślad po nim zaginął.
Jest to grupa figuralna wykonana z drewna lipowego, niegdyś pokryta polichromią. Przedstawia siedzące obok siebie Matkę Boską i św. Annę. Maria karmi piersią Dzieciątko, które leży na jej łonie. Anna zwraca się do Marii, kładąc lekko lewą dłoń na ramieniu córki oraz podaje owoc granatu. Obie w długich sukniach, gładkich u góry, od pasa w dół o pionowych fałdach. Ponadto okryte są płaszczami o dynamicznym, modelunku fałd. Anna ma głowę owiniętą chustą i nakrytą welonem. Przedstawienie to zdradza trafne utrwalenie momentu oraz rodzajowy charakter, który jest wpisany w religijną treść.
W dziele tym zawarta jest symbolika napojów o najwyższym mistycznym znaczeniu. Syn Boży jest karmiony mlekiem nadającym mu pełnię życia ciała ludzkiego, zaś ukazany przez Annę owoc granatu prorokuje przelaną krew, która zbawi ludzkość i pod postacią wina będzie poić przyszłe pokolenia. Tym samym scena ta zapowiada sakramentalny wymiar Eucharystii.

## Święta Anna Samotrzecia z kościoła Bernardynów
Przypuszczalnie powstała z inicjatywy bernardynów pod wpływem tarnowskiego wzoru. Akta wizytacji kościoła św. Anny wzmiankują o corocznych procesjach zakonników ze Stradomia do kolegiaty.
Przedstawienie to posiada podobny do tarnowskiej rzeźby typ kompozycji – siedzących na ławie Marię i Annę; wyraz twarzy oraz stroje. Dzieciątko stoi na kolanach Marii, delikatnie przytrzymywane przez matkę i babkę, które kierują wzrok ku Jezusowi. Maria trzyma w swej prawicy glob. Przedstawienie to cechuje reprezentacyjność, co sugeruje postawa Dzieciątka, które lekko kieruje wzrok ku widzowi.
Kompozycja ta zawiera bogatą symbolikę odnoszącą się zarówno do Marii, jak i Jezusa. Punktem odniesienia jest glob ziemski, który Maria przekazuje pod opiekę i łaskę dłoni Dzieciątka, wyrażając tym rolę Marii jako protektorki i patronki ludzkości. Dzieciątko dotyka globu, co jest nawiązaniem do symboliki Chrystusa jako Salvator Mundi.